# 査阜西
査阜西（さ ふせい、1895年 - 1976年）は、中国の古琴家と中央航空運輸会社の副社長である。名は「鎮湖」・「夷平」、字は「阜西」。古琴曲『瀟湘水雲』が得意なので、「査瀟湘」と称される。査阜西は1期から4期の全国人民代表大会代表。

## 経歴
査阜西の出身は江西修水山口鎮の來蘇村。幼少の頃より古琴を習った。1919年頃から煙台海軍学校・航空学校で勉強し、1925年中国共産党に入党した。1930年代、「今虞琴社」を結成。
第二次世界大戦後の1945年、彼はアメリカの大学と図書館で古琴の講座を開設し、アメリカ議会図書館に保存された『神奇秘譜』・『太音大全』を複写して中国に持ち帰った。1949年、周恩来の委嘱で香港に「兩航事件」を発起した。
1954年、北京において「北京古琴研究会」を結成した。1958年には中国の歌劇団と共に日本で来日公演を行った。また同年、『存見古琴曲譜揖覽』を出版した。
1949年からは中国音楽家協会の副会長を務め、1950年代を通じて全国の古琴家を取材し、86人・262首の琴曲を録音した。彼は他の古琴家を大学の教師に推薦し、自らも中央音楽学院民楽系の主任となり後進の指導にあたった。1961年より『琴曲集成』を編纂し始めたが、文化大革命のために『琴曲集成』の完成は死後の2010年まで出版されることはなかった。